# Nicolás Spindeler
Nicolás Spindeler o Nicolau Spindeler fue un impresor alemán nacido en Zwickau (Sajonia, Alemania) y establecido en España en el tercer cuarto del siglo xv.

## Zaragoza
En 1475 podría haber estado trabajando en Zaragoza con Mateo Flandro, en compañía de Pedro Brun, aunque algunos historiadores lo dudan.

## Tortosa
Tras la ruptura de esta breve sociedad se traslada a Tortosa junto con Pedro Brun, donde en 1477 imprime el libro de Nicolai Perotti Rudimenta grammaticae, con los tipos góticos heredados de la sociedad que los tres impresores habían creado.

## Barcelona
Un año después, 1478, en Barcelona, imprime Catena aurea por Pedro Brun y Nicolás Spindeler considerándose este el primer libro estampado en Barcelona, así como también junto a Pedro Brun los Comentarios a la Ética de Aristóteles de Tomás de Aquino. Aun así, se conoce una edición de Lucio Aneo Floro: Bellorum Romanorum libri dúo. (Barcelona: Johann von Salzburg und Paulus Hurus), 1475, cuya fecha es indiscutible.
En su taller de Barcelona aparece el primer libro editado en catalán, con fecha de 1480, Regiment de prínceps, traducción de la obra de Aegidus Romanus. En 1482 editó una versión en catalán de Guerra de los judíos y destrucción del Templo y ciudad de Jerusalén del historiador judío Flavio Josefo.
La sociedad duró poco y Spindeler realizó en Barcelona media docena de obras más. Como el De Regimine Principum de Egidio Colonna y Ética, política y economía de Aristóteles.

## Tarragona
Años después abandonó la ciudad, posiblemente huyendo de la epidemia de peste que la asolaba, para instalarse en Tarragona, donde inició nuevamente sus actividades de impresor abriendo un nuevo taller, fruto del cual en 1484, se encarga de la primera impresión hecha en Tarragona, una nueva edición del Manipulus curatorum de Guido de Monte Rocherii, manual de confesiones que ya había sido el primer libro impreso en Zaragoza en 1475. 
En la misma ciudad publicaría dos incunables más: el Llibre de Consolat y el Breviarium tarraconense, obras de escasa calidad que bien pudiera deberse a los posibles apuros económicos por los que pasaba su imprenta y del uso de los viejos caracteres góticos heredados de la etapa de Mateo Flandro. Así en el Manipulus de Tarragona no se emplean guiones, comas, ni folios o reclamos. Además, en el cuerpo del volumen se advierten vicios de ajuste de gran bulto.

## Valencia
Tras Tarragona pasaría a Valencia, donde aparece en 1489. El taller del alemán Nicolás Spindeler fue el más abundante en materiales, en Valencia, durante el siglo xv: siete variedades de gótico, un tipo romano y un surtido grande de iniciales fueron usadas por Spindeler para las distintas obras que salieron de su imprenta.
De todas, la obra que mayor alcance ha dado a Spindeler ha sido Tirant lo Blanch de Joanot Martorell y Martí Joan de Galba, publicada en Valencia en 1490 y en cuya primera hoja aparece una bella orla con el nombre del impresor. Tirant lo Blanch es una de las novelas de caballería de referencia y narra las aventuras amorosas y bélicas contra el turco en Constantinopla. También será impresor, entre otros, de Ethica ad Nicomachum de Aristóteles (1479), Vida de la Verge María de Pérez (1494), Omelia sobre el psalm Miserere mei Deus de Narciso de Vinyoles (1499), Regiment preservatiu e curatiu de la pestilència (1490) de Lluís Alcanyís y de Antidotarium de Arnau de Vilanova (1495).

### Impresos por Spindeler
- Perottus, Nicolaus (1477). Rudimenta Grammaticae. Pere Bru y Nicolau Spindeleler.
- Arnáu de Vilanova (1985) [1495].  Vernia, Pedro, ed. Antidotarium. Edición facsímil. Burriana (Valencia): Ediciones Histórico-Farmaceúticas.
- de Monte Rocherii, Guido (1484). Manipulus curatorum. Biblioteca Virtual del Patrimonio Bibliográfico. Tarragona: Nicolás Spindeler.
- Pèreç, Miquel (1494). «Vida de la Verge Maria». Biblioteca Virtual Miguel de Cervantes (Valencia). OCLC 919872858. Consultado el 18 de diciembre de 2012.
- Floro, Lucio Anneo (1475).  Johannes de Salzburga et Paulus Hurus, ed. Bellorum Romanorum libri duo, sive Epitoma rerum Romanarum. Catálogo roble Universidad de Zaragoza. Barcinone.